# Edmond Martène
Edmond Martène (né le 22 décembre 1654 à Saint-Jean-de-Losne, près de Dijon, mort le 20 juin 1739 à Saint-Germain-des-Prés, alors près de Paris) est un historien et liturgiste.

## Biographie

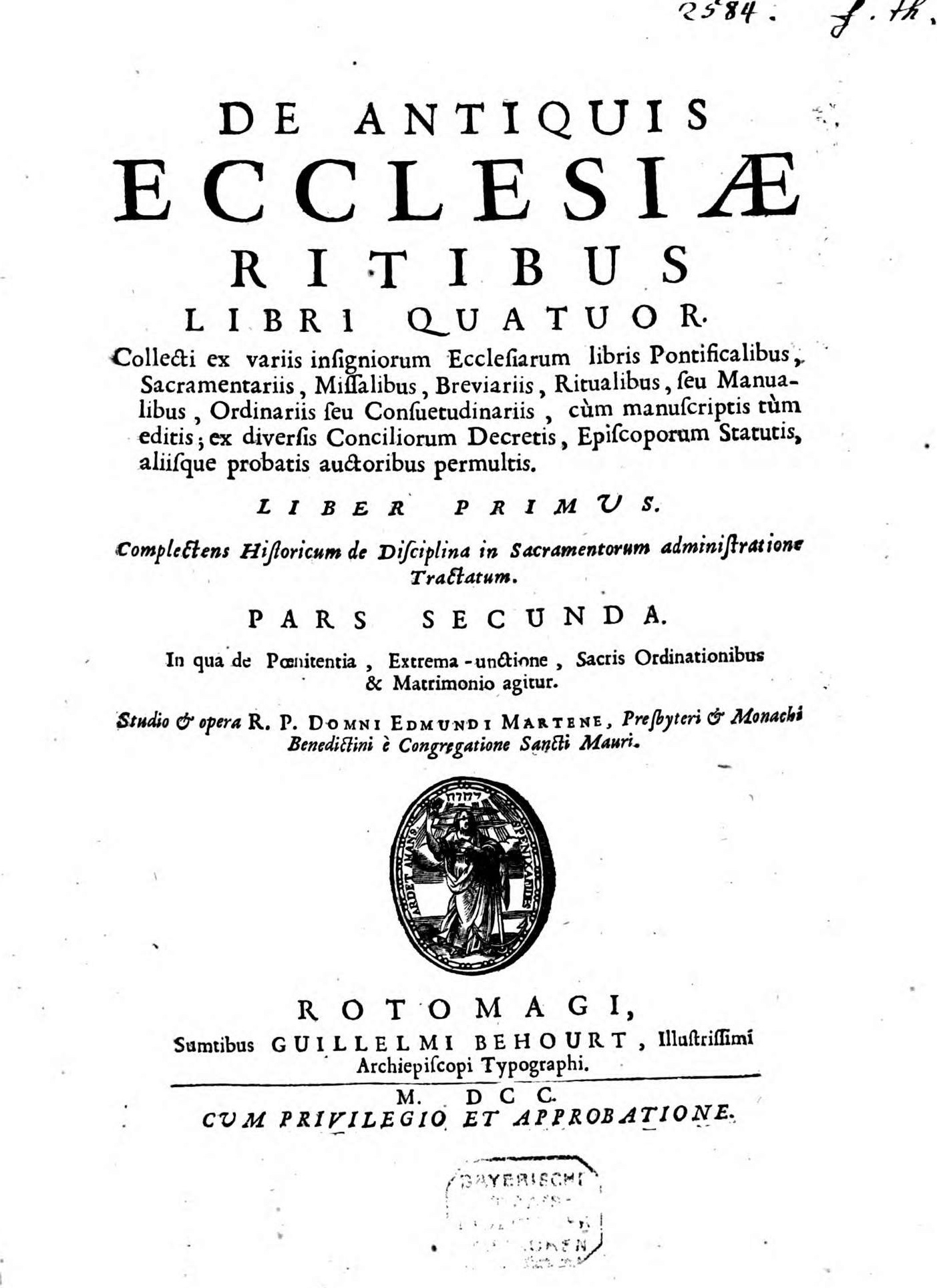
Edmond Martène: De antiquis ecclesiae ritibus, Rouen 1700

En 1672 il entra à l'abbaye bénédictine de Saint-Rémy à Reims, qui appartenait à la Congrégation de Saint-Maur. Son ardeur au travail extraordinaire lui valut d'être envoyé par ses supérieurs à Saint-Germain pour y être formé sous la direction de dom Luc d'Achéry à l'abbaye de Saint-Germain-des-Prés, en 1681 et de Mabillon, et aussi pour aider aux travaux préliminaires liés à la nouvelle édition des Pères de l'Église. Dès lors il consacra toute sa vie à l'étude la plus approfondie des sujets liés à l'histoire et la liturgie, résidant dans divers monastères de son ordre, notamment à Rouen, où il put compter sur la coopération amicale du prieur  de Sainte-Marthe.
Même dans ses années de formation, il fit preuve d'un zèle infatigable pour réunir à partir des sources les plus diverses tout ce qui pourrait être utile pour donner des renseignements la Règle de saint Benoît ; c'est en 1690 qu'il publia le résultat son travail sous le titre Commentarius in regulam S. P. Benedicti litteralis, moralis, historicus ex variis antiquorum scriptorum commentationibus, actis sanctorum, monasticis ritibus aliisque monumentis cum editis tum manuscriptis concinnatus (Paris, 1690; 1695). Au cours de la même année, il publia comme supplément : De antiquis monachorum ritibus libri 5 collecti ex variis ordinariis, consuetudinariis ritualibusque manuscriptis (Lyon, 1690; Venise, 1765).
Ces travaux furent suivis par d'autres consacrés à la liturgie, comme De antiquis ecclesiæ ritibus libri 4 (Rouen, 1700-2) et Tractatus de antiqua ecclesiæ disciplina in divinis officiis celebrandis (Lyon, 1706) ; également De antiquis Ecclesiæ ritibus editio secunda (4 vol., Anvers, 1736-8 ; Venise, 1763-4 ; 1783 ; Bassano, 1788), où il rassembla et développa ses écrits précédents. Veterum scriptorum et monumentorum moralium, historicorum, dogmaticorum ad res ecclesiasticas monasticas et politicas illustrandas collectio (Rouen, 1700) est la continuation du Spicilegium de d'Achéry, qui avait été le maître de Martène. On lui doit également La vie du vénérable Claude Martin, religieux bénédictin (Tours, 1697 ; Rouen, 1698); Imperialis Stabulensis monasterii jura propugnata adversus iniquas disceptationes (Cologne, 1730) et l'Histoire de l'abbaye de Marmoutier, d'abord publiée en 1874 et 1875 par Chevalier en tant que vol. XXIV et XXV des Mémoires de la Société archéologique de Touraine.
En 1708 Martène et un autre bénédictin, Ursin Durand, furent envoyés pour explorer à fond les archives de France et de Belgique à la recherche de matériaux pour une édition révisée de la Gallia Christiana, que comptait réaliser le prieur de Sainte-Marthe. Les nombreux documents qu'ils recueillirent dans environ huit cents abbayes et cent cathédrales y furent incorporées ou se retrouvèrent dans les cinq volumes du Thesaurus novus anecdotorum (Paris, 1717). On y trouve, par exemple, le curieux récit d'un Guillaume de Villeneuve. Les résultats d'un voyage aux Pays-Bas et en Allemagne pour y rechercher des documents furent incorporés par les deux chercheurs dans les neuf volumes in-folio de Veterum scriptorum et monumentorum ecclesiasticorum et dogmaticorum amplissima collectio (8 vol., Paris, 1724-1733). Enfin, le sixième volume des Annales Ordinis S. Benedicti (Paris, 1739) est l’œuvre du seul Martène.
Son esprit critique n’est peut-être pas irréprochable. Voici ce qu’on peut lire dans l’Extrait du voyage littéraire de deux religieux bénédictins de la Congrégation de Saint-Maur de 1717 et reproduit dans les Archives historiques et statistiques du département du Rhône de 1827 :

« On voit dans l'église souterraine le puits où furent jetés les premiers martyrs de Lyon, dont le sang rougit la terre de telle sorte, qu'elle n'a point perdu depuis sa couleur : car, quoique toute la terre d'alentour soit noire, celle-là est toujours demeurée rouge et sert aujourd'hui de souverain remède aux malades qui s'en servent avec foi. »

## Écrits

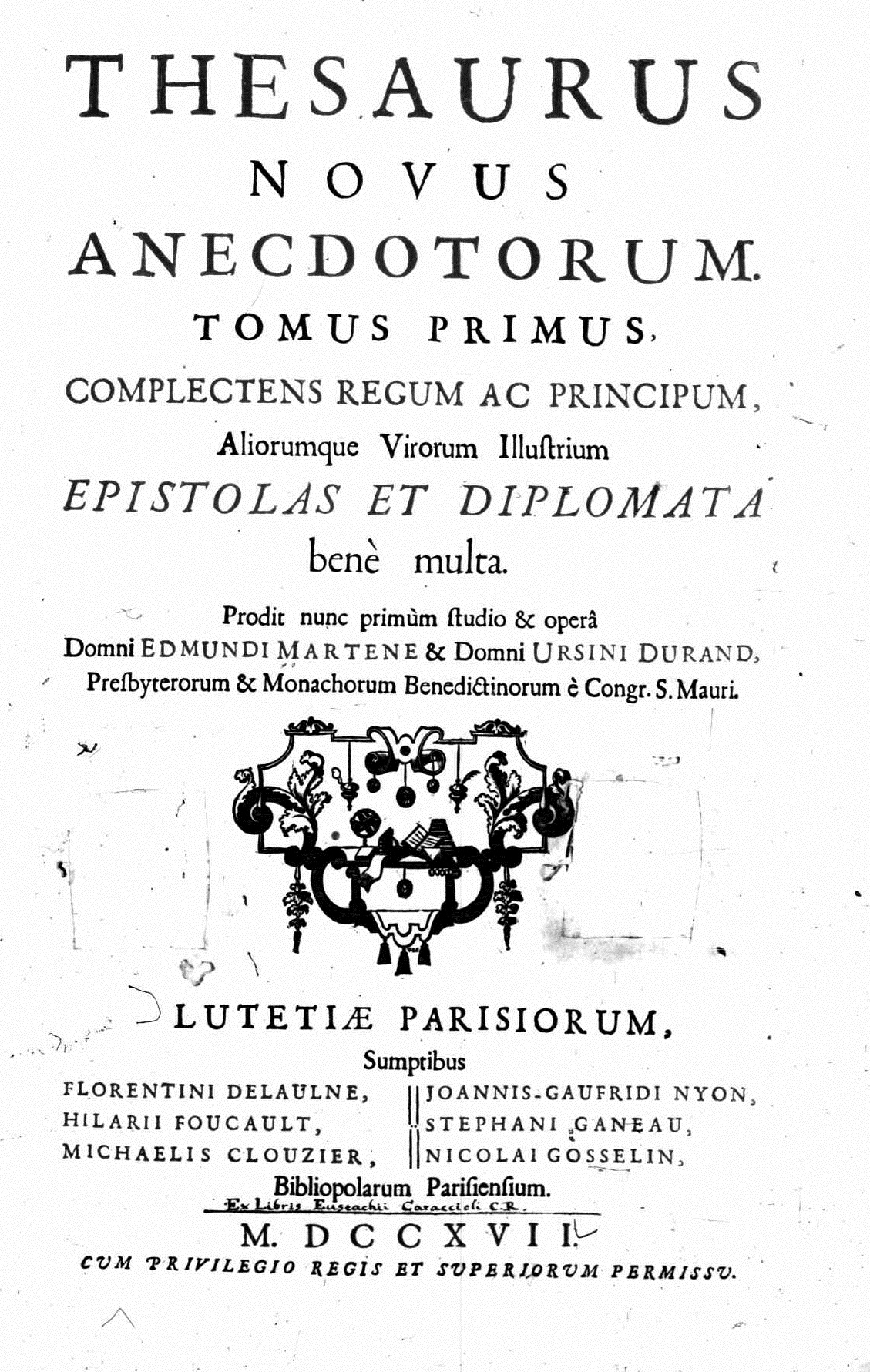
Thesaurus novus anecdotorum, 1717

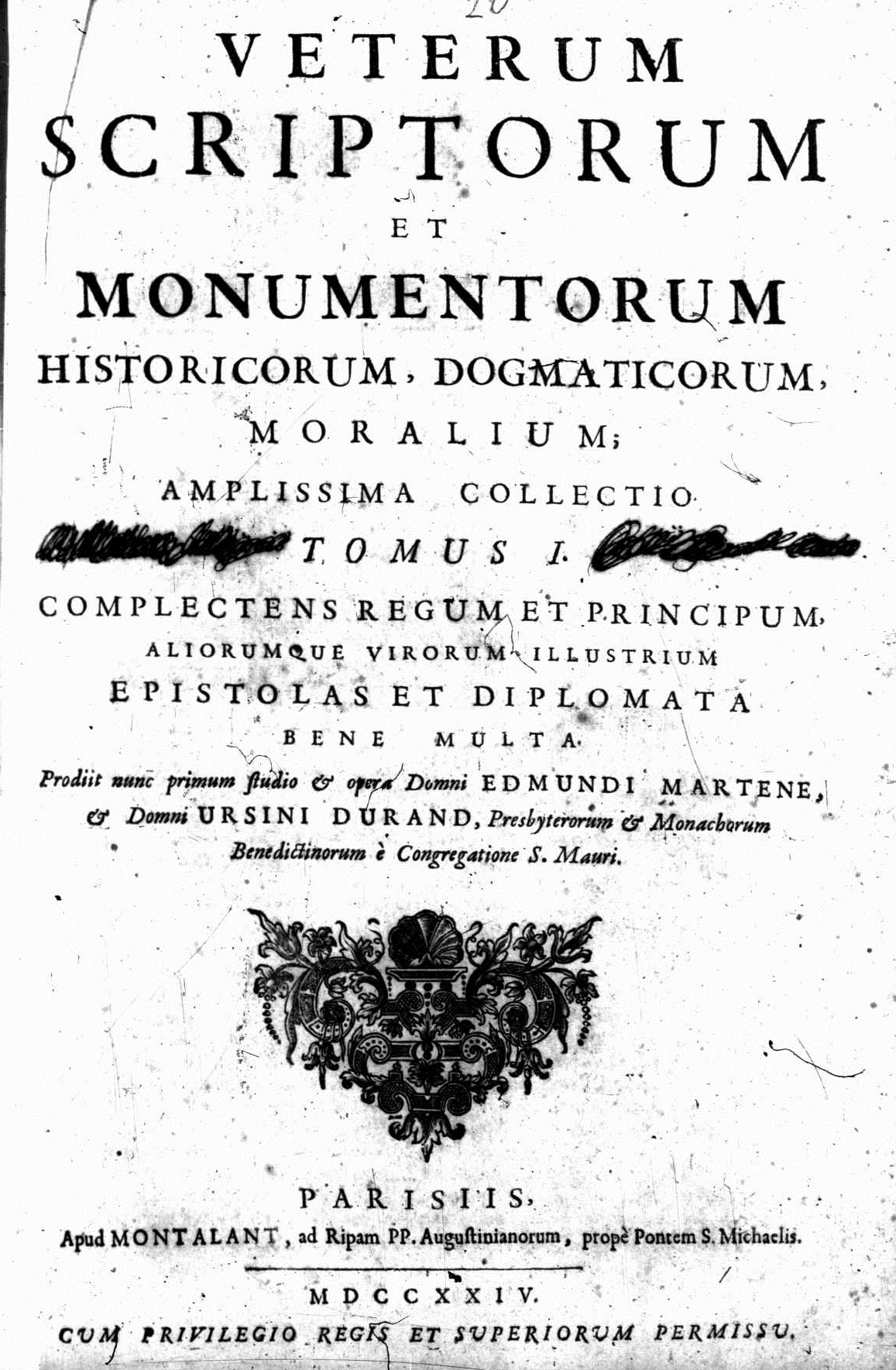
Veterum scriptorum et monumentorum historicorum, dogmaticorum, moralium amplissima collectio, 1724

- Dom Edmond Martène et Dom Ursin Durand, Voyage littéraire de deux religieux bénédictins de la congrégation de St-Maur, Paris, vol. 1., 1717; vol. 2, 1724.
- Dom Edmond Martène et Dom Ursin Durand, Veterum scriptorum et monumentorum moralium, historicorum, dogmaticorum ad res ecclesiasticas monasticas et politicas illustrandas collectio, [1re édition], Rouen, 1700.
- Dom Edmond Martène et Dom Ursin Durand, Veterum scriptorum et monumentorum moralium, historicorum, dogmaticorum, moralium, amplissima collectio, 8 vol., [2e édition], Paris, 1724.
- Dom Edmond Martène, De antiquis monachorum ritibus, Lyon, 1690.
- Dom Edmond Martène, Vie des justes de la Congrégation de Saint-Maur manuscrit Français 17671 (lire en ligne)
- Dom Edmond Martène, Voyage littéraire manuscrit Français 15254 (lire en ligne)
- Correspondance de dom Edmond Martène manuscrit Français 19662 (lire en ligne)
- Dom Edmond Martène, Histoire de l'abbaye de Marmoutier publiée par l'abbé C. Chevalier, tome 1, 372-1104, tome 2